# Llista de fabricants d'automòbils dels Països Catalans
Aquesta és una llista amb els fabricants d'automòbils dels Països Catalans al llarg de la història. La llista aplega totes aquelles empreses o particulars residents als Països Catalans que han fabricat automòbils en algun moment de la seva existència. Per tal de facilitar-ne la consulta, s'indica la marca comercial amb què es vengueren els automòbils (no la raó social de l'empresa), així com el període durant el qual es fabricaren (de - a) i el territori i comarca on l'empresa tenia o té la seu. S'assenyalen amb negreta aquells fabricants que romanen actius, i amb cursiva els que són filials de multinacionals.
No s'hi inclouen els fabricants que produïren únicament microcotxes, si us interessen vegeu llista de fabricants de microcotxes dels Països Catalans.
A 23 de març de 2013

## Fabricants d'automòbils
| Lletra | Marca              | De               | A          | Territori | Comarca           | Ciutat                 |
| ------ | ------------------ | ---------------- | ---------- | --------- | ----------------- | ---------------------- |
| A      | Abadal             | 1912             | 1916       | CA        | Barcelonès        | Barcelona              |
| A      | Abadal-Buick       | 1917             | 1929       | CA        | Barcelonès        | Barcelona              |
| A      | AFA                | 1942             | 1944       | CA        | Barcelonès        | Barcelona              |
| A      | Álvarez            | 1921             | 1921       | CA        | Barcelonès        | Barcelona              |
| A      | América            | 1917             | 1922       | CA        | Barcelonès        | Barcelona              |
| A      | Artés              | 1966             | 1970       | CA        | Barcelonès        | Barcelona              |
| A      | Aspid              | 2008             | -          | CA        | Baix Camp         | Reus                   |
| B      | Balandrás          | 1921             | 1921       | CA        | Barcelonès        | Barcelona              |
| B      | Baltasar           | 2021             | -          | CA        | Vallès Occidental | Cerdanyola del Vallès  |
| B      | Baradat-Esteve     | 1922             | 1922       | CA        | Barcelonès        | Barcelona              |
| B      | Black Baron        | 1994             | 2009       | PV        | Marina Baixa      | Altea                  |
| B      | Bonet              | 1889             | 1889       | CA        | Barcelonès        | Barcelona              |
| B      | Bons               | 1902             | 1902       | CA        | Barcelonès        | Barcelona              |
| C      | Cabriolino         | 1989             | 1989       | CA        | Selva             | Arbúcies               |
| C      | Castro             | 1901             | 1903       | CA        | Barcelonès        | Barcelona              |
| C      | Catalonia          | 1907             | 1907       | CA        | Barcelonès        | Barcelona              |
| C      | CBA                | 1982             | 1986       | IB        | Mallorca          | Palma                  |
| C      | Cupra              | 2018             | -          | CA        | Baix Llobregat    | Martorell              |
| D      | David              | 1913; 1951       | 1923; 1957 | CA        | Barcelonès        | Barcelona              |
| D      | DyG                | 1915             | 1922       | CA        | Barcelonès        | Barcelona              |
| E      | Ebro               | 1954             | 1987       | CA        | Barcelonès        | Barcelona              |
| E      | Edis               | 1918             | 1922       | CA        | Barcelonès        | Barcelona              |
| E      | Elizalde           | 1913             | 1982       | CA        | Barcelonès        | Barcelona              |
| E      | España             | 1917             | 1928       | CA        | Barcelonès        | Barcelona              |
| E      | Eucort             | 1946             | 1953       | CA        | Barcelonès        | Barcelona              |
| F      | Fénix              | 1903             | 1904       | CA        | Barcelonès        | Barcelona              |
| F      | Fervelèctric       | 1967             | 1967       | CA        | Baix Penedès      | El Vendrell            |
| F      | Ford España        | 1976             | -          | PV        | Ribera Baixa      | Almussafes             |
| F      | Ford Motor Ibérica | 1923             | 1953       | CA        | Barcelonès        | Barcelona              |
| F      | Fulmen             | 1921             | 1921       | CA        | Barcelonès        | Barcelona              |
| G      | Garbí              | 1993             | -          | CA        | Alt Empordà       | Figueres               |
| G      | Garriga            | 1924             | 1924       | CA        | Barcelonès        | Barcelona              |
| G      | GD                 | 1924             | 1924       | CA        | Barcelonès        | Barcelona              |
| G      | General Motors     | 1932             | 1939       | CA        | Barcelonès        | Barcelona              |
| G      | Gerion             | 1970             | 1975       | CA        | Gironès           | Girona                 |
| G      | GTA                | 2005             | -          | PV        | Horta Oest        | Torrent                |
| H      | Hebe               | 1920             | 1921       | CA        | Barcelonès        | Barcelona              |
| H      | Hércules           | 1922             | 1922       | CA        | Barcelonès?       | Barcelona?             |
| H      | Hispano-Suiza      | 1904; 1952; 2019 | 1946; 1953 | CA        | Barcelonès        | Barcelona              |
| I      | Ideal              | 1915             | 1918       | CA        | Barcelonès        | Barcelona              |
| J      | JB                 | 1920             | 1920       | CA        | Barcelonès        | Barcelona              |
| J      | JBR                | 1921             | 1923       | CA        | Barcelonès        | Barcelona              |
| L      | La Cuadra          | 1889             | 1901       | CA        | Barcelonès        | Barcelona              |
| L      | Loryc              | 1921             | 1925       | IB        | Mallorca          | Palma                  |
| L      | Loryc Electric     | 2015             | -          | IB        | Mallorca          | Calvià                 |
| M      | M.A.               | 1921             | 1921       | CA        | Barcelonès        | Barcelona              |
| M      | Matas              | 1916             | 1921       | CA        | Barcelonès        | Barcelona              |
| M      | Milton             | 1967             | 1969       | CA        | Alt Penedès       | Vilafranca del Penedès |
| N      | Nacional Custals   | 1918             | 1919       | CA        | Barcelonès        | Barcelona              |
| N      | Nacional Pescara   | 1929             | 1932       | CA        | Barcelonès        | Barcelona              |
| N      | Nacional RG        | 1948             | 1948       | CA        | Barcelonès        | Barcelona              |
| N      | Nacional Rubí      | 1935             | 1936       | CA        | Barcelonès        | Barcelona              |
| N      | Nacional Sitjes    | 1935             | 1937       | CA        | Barcelonès        | Barcelona              |
| N      | Niké               | 1917             | 1919       | CA        | Barcelonès        | Barcelona              |
| N      | Nissan             | ca. 1980         | -          | CA        | Barcelonès        | Barcelona              |
| O      | Orix               | 1952             | 1954       | CA        | Barcelonès        | Barcelona              |
| O      | Orús               | 1932             | 1932       | CA        | Barcelonès?       | Barcelona?             |
| O      | Otro Ford          | 1922             | 1924       | CA        | Maresme           | Caldes d'Estrac        |
| P      | Patria             | 1920             | 1920       | CA        | Barcelonès        | Badalona               |
| P      | Pegaso             | 1951             | 1957       | CA        | Barcelonès        | Barcelona              |
| P      | Popular Sitjes     | 1936             | 1939       | CA        | Barcelonès        | Barcelona              |
| R      | Ricart y Pérez     | 1920             | 1926       | CA        | Barcelonès        | Barcelona              |
| R      | Ricart             | 1926             | 1928       | CA        | Barcelonès        | Barcelona              |
| R      | Ricart-España      | 1928             | 1930       | CA        | Barcelonès        | Barcelona              |
| S      | Salvador           | 1922             | 1922       | CA        | Barcelonès        | Barcelona              |
| S      | SEAT               | 1953             | -          | CA        | Baix Llobregat    | Martorell              |
| S      | Siata              | 1960             | 1973       | CA        | Barcelonès        | Barcelona              |
| S      | S.R.C.             | 1921             | 1924       | CA        | Barcelonès        | Barcelona              |
| S      | S.T.O.R.M.         | 1924             | 1924       | CA        | Barcelonès        | Barcelona              |
| T      | TH                 | 1915             | 1922       | CA        | Barcelonès        | Barcelona              |
| T      | Tramontana         | 2005             | -          | CA        | Alt Empordà       | Palau de Santa Eulàlia |
| U      | Ultramóvil         | 1902             | 1902       | CA        | Barcelonès        | Barcelona              |
| V      | Victoria           | 1908             | 1908       | CA        | Barcelonès        | Barcelona              |

Notes
1. ↑  CA: Catalunya / IB: Illes Balears / PV: País Valencià
2. ↑  S'indica la ciutat seu de l'empresa fabricant, en cas de conèixer-se
3. ↑  Concebut per l'empresa Sociedad Española de Automóviles y Transportes (S.E.A.T.)
4. ↑  Ebro fou la marca comercial de Motor Ibérica, S.A.
5. ↑  De vegades escrit J.B.R.
6. ↑  Pegaso fou la marca comercial d'ENASA
7. ↑  SIATA tenia la seu empresarial a Barcelona i la fàbrica a Tarragona
8. ↑  De vegades escrit Storm
9. ↑  De vegades escrit T.H.

## Preparadors d'automòbils
Tot seguit, es llisten alguns preparadors d'automòbils de competició dels Països Catalans, especialment actius durant les dècades de 1960 i 1970:
- Avidesa (F III), Barcelona
- Falciot, Barcelona
- Faluga Racing, Terrassa
- Flash Montlhéry, Sant Cugat del Vallès
- Juncosa, Barcelona
- MAS, Barcelona
- Novauto, Tarragona
- Selex, Barcelona
- Tapias, Terrassa

## Empreses carrosseres
Tot seguit s'enumeren algunes empreses carrosseres dels Països Catalans. Iniciades durant el segle xix com a fabricants de carros i carruatges de fusta, algunes d'aquestes empreses es reconvertiren a començaments del segle XX en preparadores o fabricants d'automòbils, mitjançant el muntatge de carrosseries pròpies en xassissos fets per altres marques. Aquest fou el cas de noms com ara Stevenson, Romagosa y Cía o Carruajes y Carroserias Juan Molist. Altres empreses, com ara F.S. Abadal y Cia o Siata Española, també varen basar la seva activitat en la transformació de models d'altres marques tot i no tenir antecedents com a indústria carrossera.
Aquesta llista recull únicament empreses que s'especialitzaren en la construcció de carrosseries per a la transformació d'automòbils, furgonetes, camions i, sobretot, autobusos. Aquest darrer vessant és especialment important a Arbúcies (la Selva), on a causa de l'abundància de boscos (i per tant, fusta) s'hi fundaren nombroses empreses carrosseres al tombant de segle xx.
- Automòbils:
  - Capella, Barcelona (1848-1959)
  - Emelba, Arbúcies (1978-1986)
  - Fiol, Barcelona (dècada de 1920)
  - Iguana Kits, València (1998-actualitat)
  - Lucas, Barcelona (dècada de 1920)
  - Marrugat, Barcelona (dècada de 1940)
  - Pere Serra, Barcelona (dècada de 1950)
- Autobusos:
  - Alari, Barcelona (dècada de 1900)
  - Ayats, Arbúcies (1905-actualitat)
  - Beulas, Arbúcies (1934-actualitat)
  - Boari, Arbúcies (2007-actualitat)
  - Brasó, Torroella de Montgrí (dècada de 1920)
  - Caba, Sabadell (1918-dècada de 1960)
  - Gelada, Arbúcies (dècada de 1930)
  - Indcar, Arbúcies (1888-actualitat)
  - Noge, Arbúcies (1978-2013)
  - Obradors, Manresa (1932-actualitat)
  - Oliva, Figueres (dècades de 1940-1950)
  - Plaja, Torroella de Montgrí (dècada de 1920)
  - Torrent, Figueres (dècades de 1940-1950)
  - Vertmetal, Torroella de Montgrí/Girona (dècades de 1920-1950)

## Empreses deslocalitzades
Tot seguit, es llisten automòbils produïts fora dels Països Catalans per empresaris originaris d'aquests territoris:
- Iberia: Concebuts per l'enginyer català Manuel Vehil a Madrid el 1907.
- Sanchis: Produïts per l'enginyer valencià Enrique Sanchis a París i a Madrid el 1906 i a Courbevoie (França) fins al 1912.